# 吳衍
吳衍（1501年—？），字子蕃、子毓，號竺原，江西建昌府南城縣人，軍籍，明朝政治人物。

## 生平
嘉靖四年（1525年）乙酉江西鄉試第五十四名舉人。嘉靖二十六年（1547年）中式丁未科會試第一百七十名，登第二甲第四十二名進士。觀刑部政，授工部主事，降和州同知、常州府通判，累遷南京刑部主事、刑部郎中，致仕歸，十余年後去世。

## 家族
曾祖吳企康；祖父吳傑；父吳承訓，母梅氏。子吴继宗（生员）、吴朝宗（乙卯举人）、吴亢宗（生员）、吴承宗、吴惇宗。